# Guide phylogénétique illustré du monde unicellulaire
Ce guide phylogénétique illustré du monde unicellulaire permet, pour l'ensemble des groupes d'organismes unicellulaires, d'accéder directement aux images entreposées sur le site de Wikimedia Commons (base de données photographique et, comme Wikipédia, coprojet de Wikimedia). L'accès peut se faire soit de manière simplifiée vers les principaux grands groupes, soit de façon plus ciblée via un arbre phylogénétique. Cet arbre est tiré de l'ouvrage de Lecointre : Classification phylogénétique du vivant. Pour un arbre phylogénétique plus détaillé, voir l'arbre phylogénétique de wikipédia.

## Guides phylogénétiques illustrés

### Accès simplifié et direct aux grands groupes

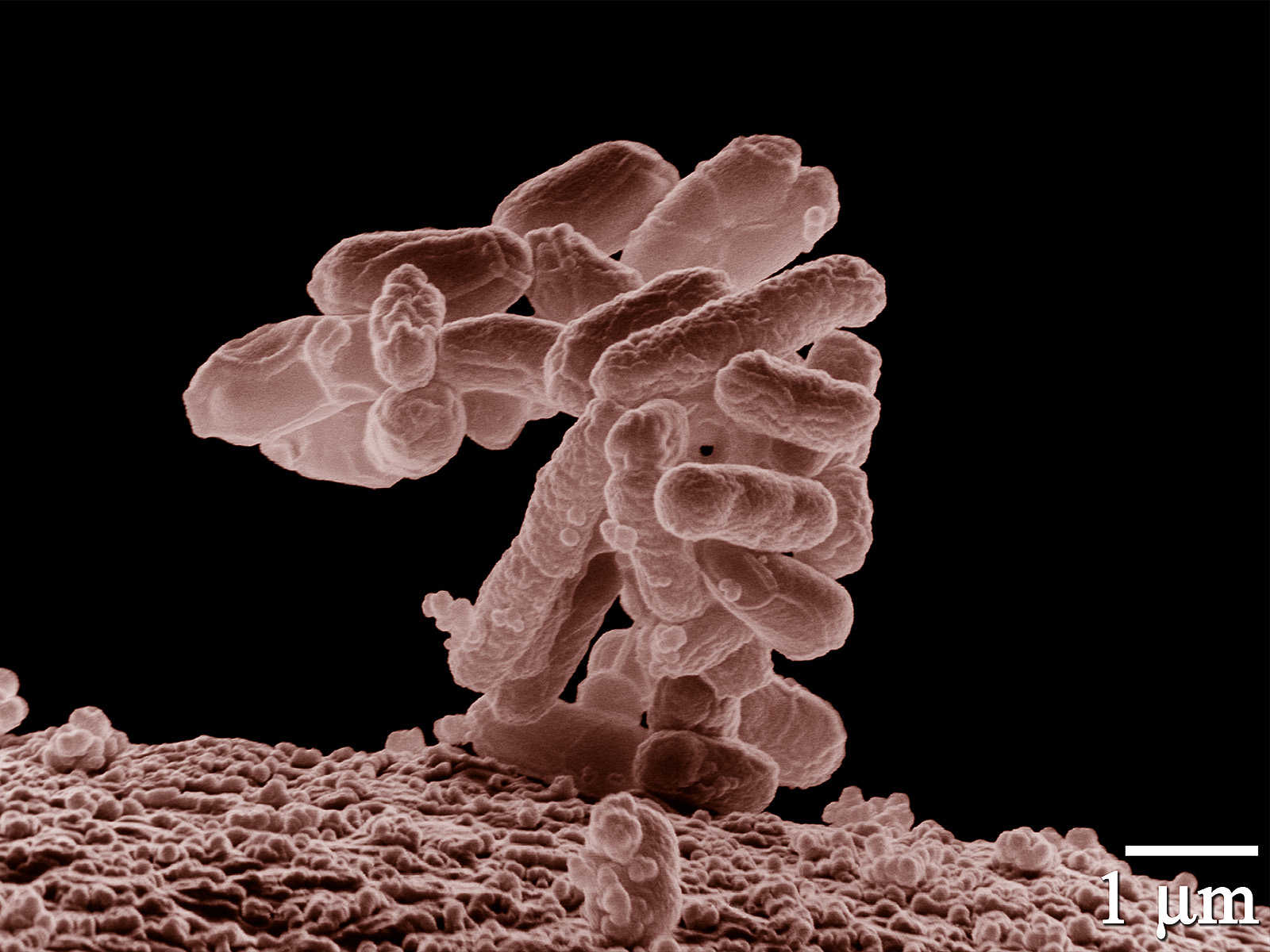
Bactéries
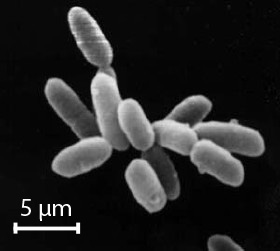
Archées
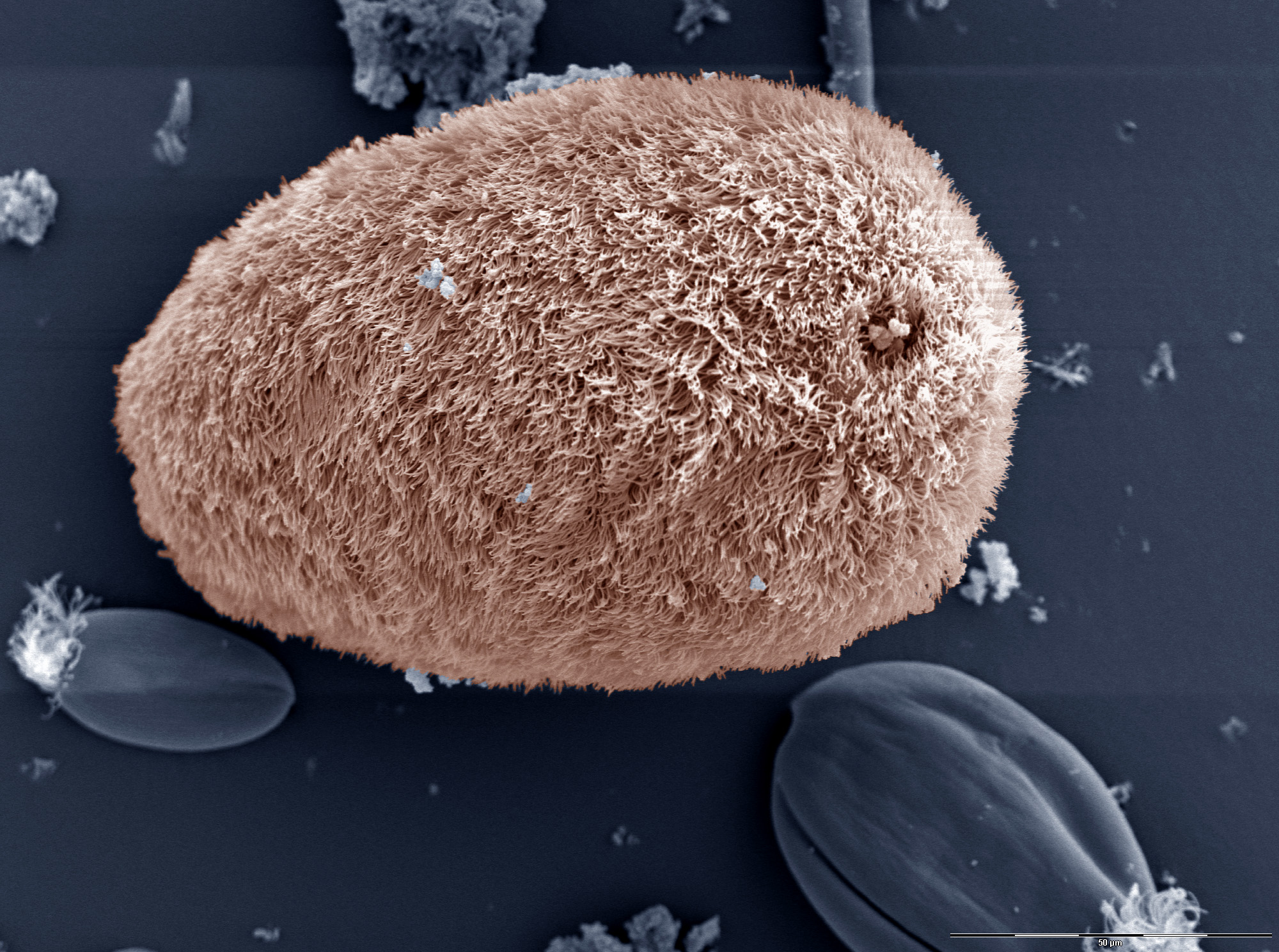
Ciliés
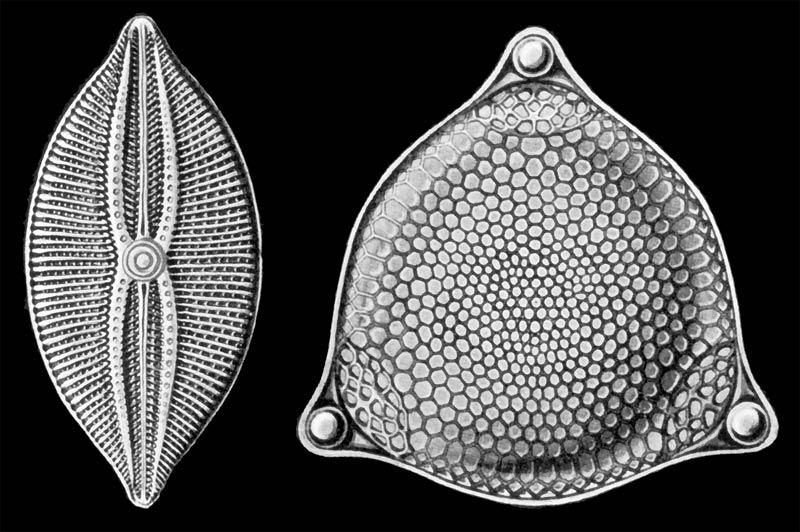
Diatomées (algues brunes)
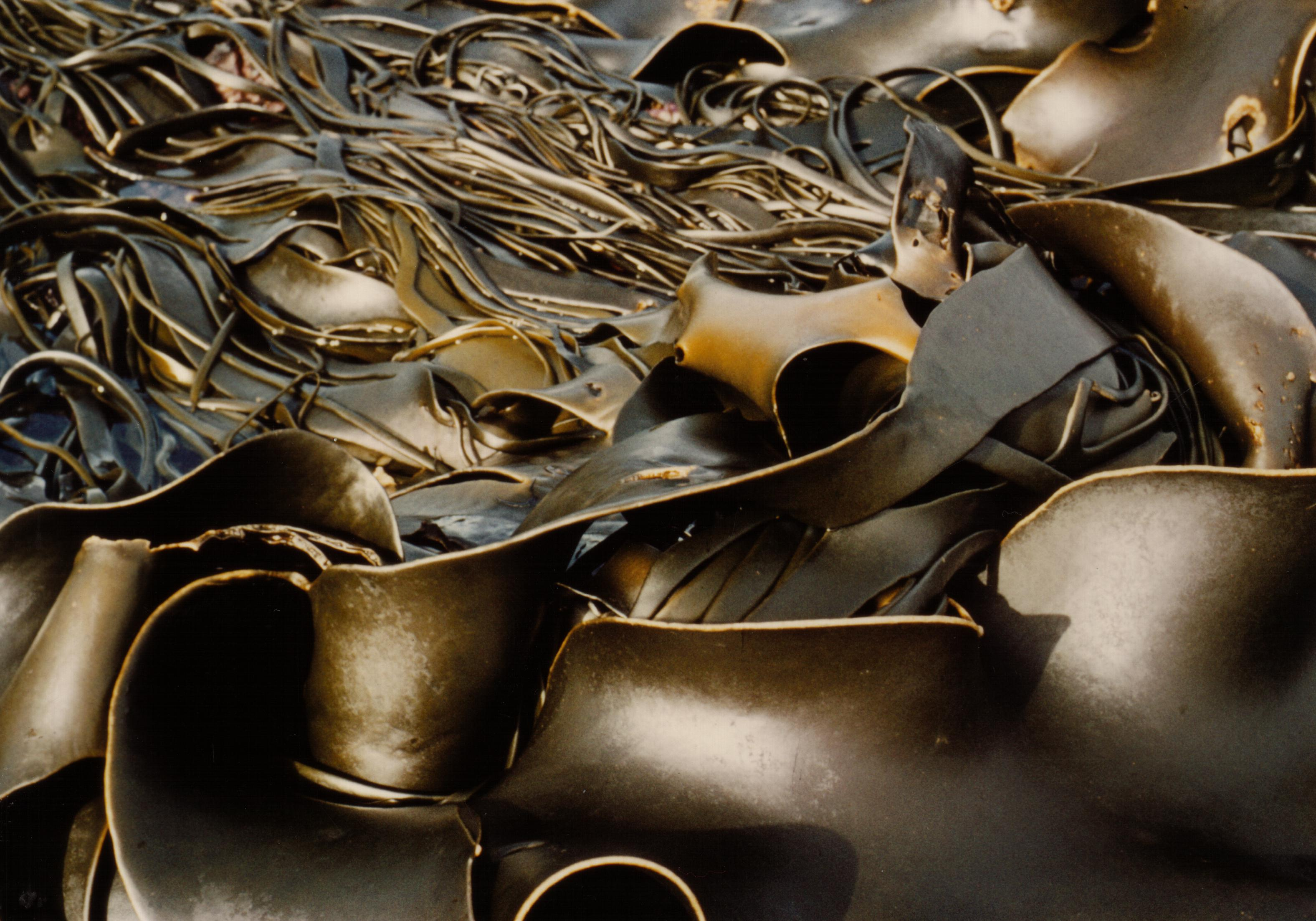
Laminaires (algues brunes)
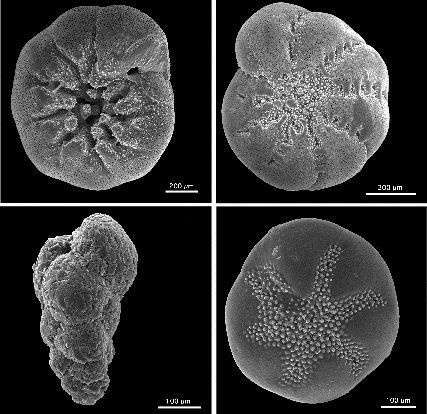
Foraminifères
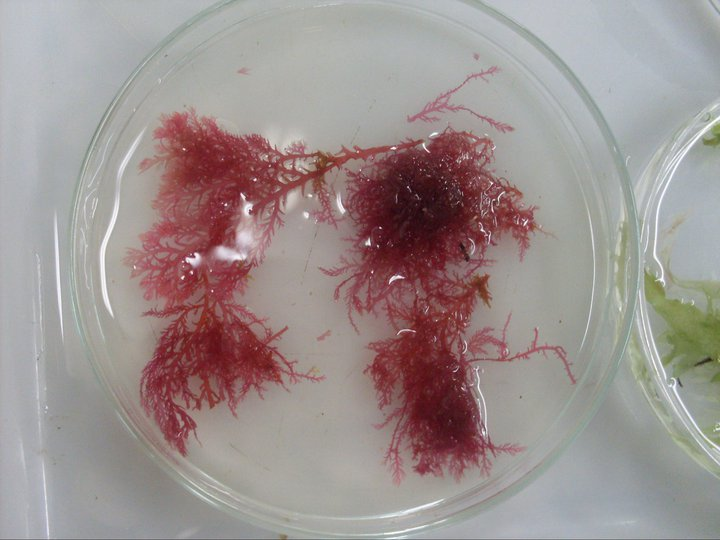
Rhodophytes (algues rouges)
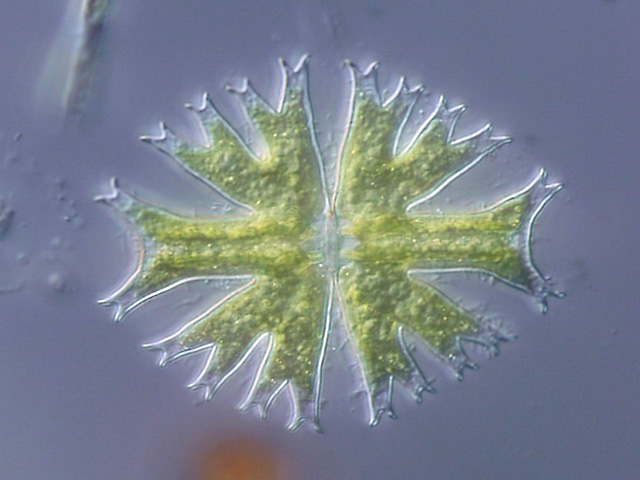
Chlorophytes (algues vertes)
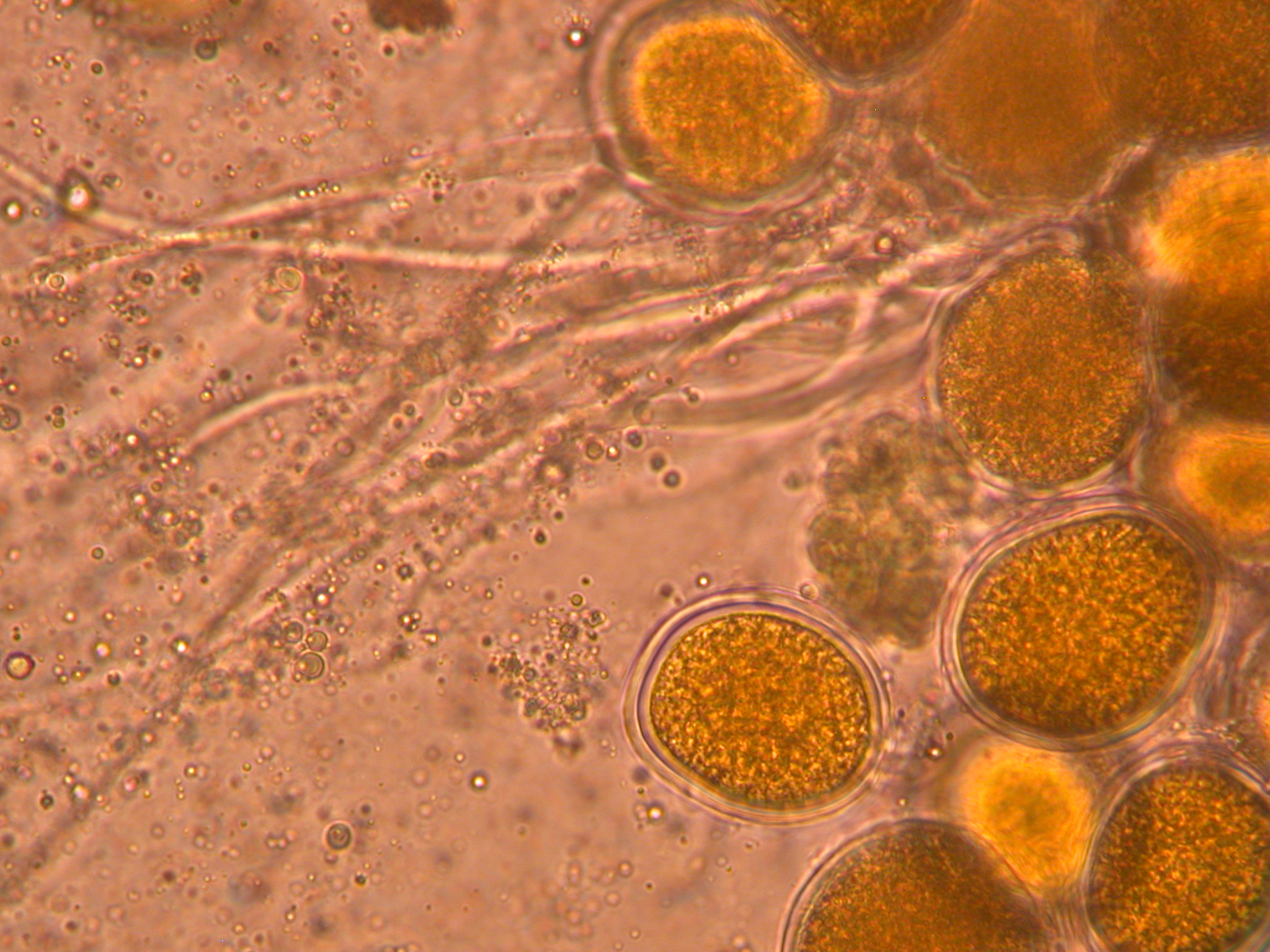
Zygomycètes
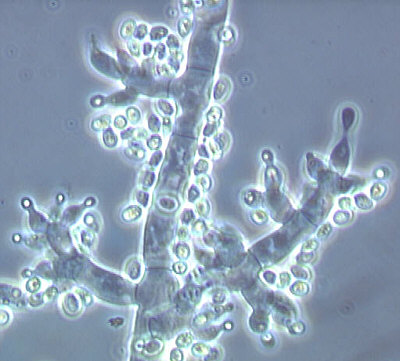
Ascomycètes
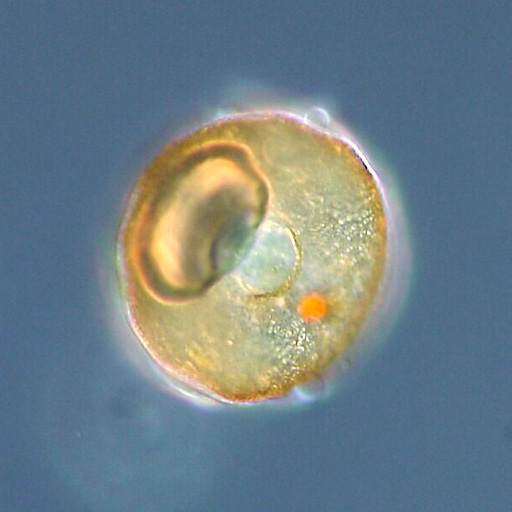
Amibes

### Accès par l'arbre phylogénétique détaillé
Les liens de l'arbre phylogénétique (colonne de gauche) mènent aux articles correspondant de wikipédia. Ceux de la colonne de droite mènent aux pages Wikimedia Commons. Dans l'arbre phylogénétique, les groupes éteints n'ont pas été représentés. La classification phylogénétique étant en perpétuelle évolution, certains termes peuvent varier entre wikimedia commons et wikipédia. Une mise à jour permanente est nécessaire...
Le signe (►) renvoie à la classification phylogénétique du groupe considéré.
```
       ─o 
LUCA
 ?

        │
        ├─o 
EUBACTERIA
..................................(
Bactéries
)
        │ ├─o 
PROTEOBACTERIA
............................
Proteobactéries

        │ │ ├─o 
Proteobacteria ε

        │ │ └─o
        │ │   ├─o 
Proteobacteria δ

        │ │   └─o
        │ │     ├─o 
Proteobacteria α

        │ │     └─o
        │ │       ├─o 
Proteobacteria β

        │ │       └─o 
Proteobacteria γ

        │ ├─o
        │ │ ├─o 
Firmicutes

        │ │ │ ├─o Groupe 
Bacillus
 / 
Clostridium

        │ │ │ └─o 
ACTINOBACTERIA
........................
Actinobactéries

        │ │ └─o
        │ │   ├─o 
CYANOBACTERIA
.........................
(ex-Algues bleues)

        │ │   └─o Groupe 
Thermus
 / 
Deinococcus

        │ ├─o
        │ │ ├─o 
Bactéries vertes sulfureuses

        │ │ └─o
        │ │   ├─o 
Flavobacteriia
 
Cytophagales

        │ │   └─o 
Bactéroïdes

        │ ├─o
        │ │ ├─o 
Spirochaetes

        │ │ └─o 
Chlamydiae

        │ ├─o 
Planctomycétales

        │ ├─o 
Bactéries vertes non sulfureuses

        │ ├─o 
Aquificae

        │ └─o 
Thermotogales

        │
        ├─o 
ARCHAEA
.....................................(
Archéobactéries
)
        │ ├─o 
Nanoarchaeota

        │ ├─o 
Korarchaeota

        │ ├─o 
CRENARCHAEOTA

        │ │ ├─o 
Thermoprotéales

        │ │ └─o
        │ │   ├─o 
Desulfurococcales

        │ │   └─o 
Sulfolobales

        │ └─o 
EURYARCHAEOTA

        │   ├─o 
Thermococcales

        │   └─o 
        │     ├─o 
Méthanopyrales

        │     └─o
        │       ├─o 
Methanobacteriales

        │       └─o
        │         ├─o 
Méthanococcales

        │         └─o
        │           ├─o 
Thermoplasmales

        │           ├─o 
Archaeoglobales

        │           ├─o 
Halobactériales

        │           └─o
        │             ├─o 
Méthanomicrobiales

        │             └─o 
Méthanosarcinales

        │
        └─o 
EUKARYOTA
 
►
.................................(
Cellules à noyau
)
          ├─o 
Bikonta

          │ │
          │ ├─o 
Chromalveolata
 
►

          │ │ ├─o 
Alveolata

          │ │ │ ├─o 
Ciliata
 
►

          │ │ │ ├─o 
Dinoflagellata
 ou 
Dinophyta
 
►

          │ │ │ └─o 
Apicomplexa
 
►

          │ │ └─o 
Chromista
.............................(Lignée brune)
          │ │   ├─o 
Heliozoa

          │ │   ├─o 
Heterokonta
 ou 
Stramenopiles
 
►
......(Laminaires, diatomées)
          │ │   ├─o 
Cryptophyta

          │ │   └─o 
Haptophyta

          │ │
          │ ├─o 
Rhizaria
 
►

          │ │ ├─o 
Actinopoda

          │ │ │ ├─o 
Acantharea

          │ │ │ └─o 
Radiolaria

          │ │ ├─o 
Foraminifera

          │ │ ├─o 
Cercozoa

          │ │ └─o 
Chlorarachniophyta

          │ │
          │ ├─o 
Excavata
 ou 
Excavobionta
 
►

          │ │ ├─o 
Euglenozoa

          │ │ ├─o 
Parabasalia

          │ │ ├─o 
Metamonada

          │ │ └─o 
Percolozoa

          │ │
          │ └─o 
ARCHAEPLASTIDA
 
►

          │   ├─o 
Glaucophyta
 
►

          │   └─o 
Metabionta

          │     ├─o 
RHODOBIONTA
 
►
.......................(Algues rouges)
          │     └─o 
PLANTAE
 
(ou 
Chlorobionta
)
..............(Lignée verte)
          │       └─o 
CHLOROPHYTA
 
►
.....................(Algues vertes)
          │
          └─o 
Unikonta

            │
            ├─o 
Amoebozoa
 
►

            │ ├─o 
Rhizopoda

            │ └─o 
Mycetozoa

            └─o 
Opisthokonta

              │
              ├─o 
MYCOTA
 
►
..............................(Champignons)
              │ ├─o 
Microsporidia
 
►

              │ └─o 
Eumycota

              │   ├─o 
Chytridiomycota
 
►

              │   └─o
              │     ├─o 
Zygomycota
 
►

              │     └─o
              │       ├─o 
Glomeromycota
 
►

              │       └─o
              │         └─o 
Ascomycota
 
►

              │
              └─o 
Holozoa

                ├─o 
Mesomycetozoa
 
►

                └─o 
Choanobionta

                  ├─o 
Choanoflagellata
 
►

                  │
                  └─o 
METAZOA
 
►
.........................(Animaux)
```

### Autre projet Wikimedia
- Wikispecies (arbre du vivant)

### Sites internet d'images libres de droit
- Catégories Commons: : Bacteria - Archaea - Eukaryota
- Les plus belles photos animalières de Wiki Commons
- US National Oceanic & Atmospheric Administration - Ocean Explorer
- U.S. Fish and Wildlife Service